# Les Chambres
Les Chambres település Franciaországban, Manche megyében. Lakosainak száma 137 fő (2013). Les Chambres Le Grippon, Lolif, La Lucerne-d’Outremer, Montviron, La Mouche és Subligny községekkel határos.

## Népesség
A település népességének változása:
| Lakosok száma | 124  | 118  | 97   | 86   | 81   | 92   | 111  | 116  | 127  | 137  |
|               | 1962 | 1968 | 1975 | 1982 | 1990 | 1999 | 2006 | 2008 | 2011 | 2013 |